# Yeon Sang-ho
Dans ce nom coréen, le nom de famille, Yeon, précède le nom personnel.
Yeon Sang-ho (hangeul : 연상호 ; hanja : 延尚昊 ; MR : Yŏn Sang-ho) est un réalisateur, scénariste, producteur et acteur sud-coréen, né le 25 décembre 1978 à Séoul (Gyeonggi).

## Biographie
Yeon Sang-ho naît le 25 décembre 1978 à Séoul, dans la province de Gyeonggi,. Il assiste au cours de peinture occidentale de l'université de Sangmyung (en), d'où il sort diplômé.
Entre 1997 et 2003, il réalise trois courts métrages d'animation Megalomania of D, D-Day et The Hell.
En 2004, il fonde son « studio Dadashow » pour l'animation.
En 2011, il tourne son premier long métrage d'animation The King of Pigs ((돼지의 왕), ainsi qu'en 2013, The Fake (사이비).
En 2016, il réalise Dernier train pour Busan (부산행), son premier film non animé. Ce film est présenté en « Séances de minuit » au festival de Cannes 2016.
Il réalise ensuite le film de science-fiction Jung E (2023) diffusé sur Netflix.

## Filmographie

### Réalisateur

#### Longs métrages
- 2011 : The King of Pigs (돼지의 왕) (animation)
- 2013 : The Fake (사이비) (animation)
- 2016 : Dernier train pour Busan (부산행)
- 2016 : Seoul Station (서울역) (animation)
- 2018 : Psychokinesis (염력)
- 2020 : Peninsula (반도)
- 2023 : Jung E
- 2025 : Revelations (계시록)

#### Courts métrages
- 1997 : Megalomania of D (animation)
- 2000 : D-Day (animation)
- 2003 : The Hell (animation)
- 2006 : The Hell: Two Kinds of Life (animation)
- 2008 : Love Is Protein (animation)
- 2008 : Indie Anibox : Selma's Protein Coffee (인디애니박스: 셀마의 단백질 커피) de Jang Hyeong-yoon, Kim Woon-ki et lui-même (animation)
- 2012 : The Window (창) (animation)

#### Séries télévisées
- 2021 : Hellbound (지옥)
- 2024 : Parasyte: The Grey (기생수: 더 그레이)

### Scénariste

#### Longs métrages
- 2011 : The King of Pigs (돼지의 왕) de lui-même (animation)
- 2013 : The Fake (사이비) de lui-même (animation)
- 2014 : The Senior Class
- 2016 : Dernier train pour Busan (부산행)
- 2016 : Seoul Station (서울역) de lui-même  (animation)
- 2018 : Psychokinesis (염력) de lui-même
- 2020 : Peninsula (반도) de lui-même
- 2021 : The Cursed: Dead Man’s Prey (방법: 재차의) de Kim Yong-wan
- 2025 : Revelations (계시록) de lui-même

#### Courts métrages
- 1997 : Megalomania of D de lui-même (animation)
- 2000 : D-Day de lui-même (animation)
- 2003 : The Hell de lui-même (animation)
- 2006 : The Hell: Two Kinds of Life de lui-même (animation)
- 2008 : Love Is Protein de lui-même (animation)
- 2008 : Indie Anibox : Selma's Protein Coffee de lui-même (인디애니박스: 셀마의 단백질 커피) de Jang Hyeong-yoon, Kim Woon-ki et lui-même (animation)
- 2012 : The Window (창) de lui-même (animation)

#### Séries télévisées
- 2020 : The Cursed (방법)
- 2021 : Hellbound (지옥)
- 2024 : Parasyte: The Grey (기생수: 더 그레이)

### Producteur

#### Longs métrages
- 2014 : Shining Modern History (발광하는 현대사) de Hong Deok-pyo
- 2016 : Kai (카이 : 거울 호수의 전설) de Lee Seong-gang

#### Série télévisée
- 2024 : Parasyte: The Grey (기생수: 더 그레이)

### Acteur
- 2011 : The King of Pigs (돼지의 왕) de lui-même : voix (animation)
- 2012 : The Window (창) de lui-même : voix (animation)
- 2013 : The Fake (사이비) de lui-même : voix (animation)
- 2014 : The Satellite Girl and Milk Cow (우리별 일호와 얼룩소) de lui-même : voix (animation)

### Monteur
- 2011 : The King of Pigs (돼지의 왕) de lui-même

## Distinctions

### Récompenses
- Festival international du film de Busan 2011 pour The King of Pigs (돼지의 왕) :
  - NETPAC Award
  - DGK Award
  - Movie Collage Award
- Festival international du film de Catalogne 2013 : Meilleure animation pour The Fake (사이비)
- Fantasporto 2014 : Meilleur scénario pour The Fake (사이비)
- Festival international du film de Catalogne 2016 : Meilleur réalisateur pour Dernier train pour Busan

### Nominations et sélections
- Festival de Cannes 2012 : Caméra d'or pour The King of Pigs (돼지의 왕)
- Festival international du film d'Édimbourg 2012 : Meilleur film pour The King of Pigs (돼지의 왕)
- Festival du film de Five Flavours 2012 : Meilleur film pour The King of Pigs (돼지의 왕)
- Festival du film de Sydney 2012 : Meilleur film pour The King of Pigs (돼지의 왕)
- Festival international du film d'animation d'Annecy 2014 pour The Fake (사이비) :
  - Cristal du long métrage
  - Prix du public
  - Prix du jury
  - Mention du jury
- Festival du film asiatique de Deauville 2014 : sélection « Hors compétition » pour The Fake (사이비)
- Fantasporto 2014 pour The Fake (사이비) :
  - Meilleur film
  - Grand prix
- Festival de Cannes 2016 : sélection « Hors compétition » pour Dernier train pour Busan (부산행)